# فابیو کازارتلی
فابیو کازارتلی (انگلیسی: Fabio Casartelli; ۱۶ اوت ۱۹۷۰ – ۱۸ ژوئیهٔ ۱۹۹۵) دوچرخه‌سوار اهل ایتالیا بود.
وی در مسابقات کشوری و بین‌المللی در مجموع برندهٔ ۱ مدال طلا شده است.

## درگذشت

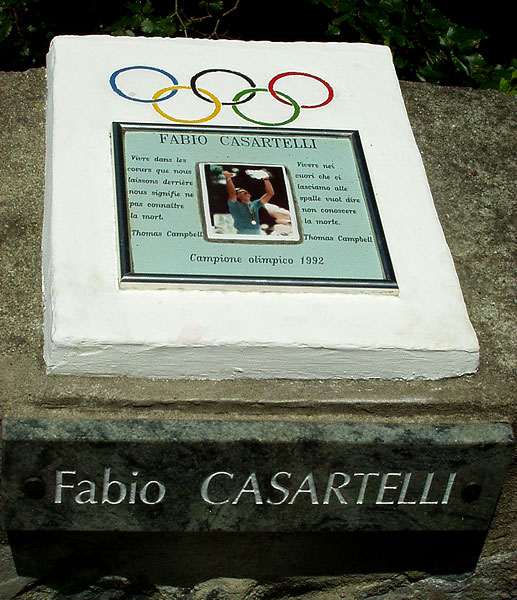
لوح یادبود در کول دو پورته دسپه، محل درگذشت فابیو کازارتلی

در ۱۸ ژوئیه، در جریان مرحلهٔ پانزدهم تور دو فرانس ۱۹۹۵، فابیو کازارتلی به همراه چند دوچرخه‌سوار دیگر در سراشیبی کول دو پورته دسپه در رشته‌کوه پیرنه دچار سانحه شدند. سر کازارتلی به بلوک‌های سیمانی کنار جاده برخورد کرد که منجر به آسیب‌های شدید مغزی و بیهوشی وی شد. پزشکان ظرف ده ثانیه به محل حادثه رسیدند. هنگام انتقال به بیمارستان محلی با بالگرد، تنفس او متوقف شد و علی‌رغم تلاش‌های متعدد برای احیا، مرگ او اعلام شد. گفته شده‌است که اگر کازارتلی از کلاه ایمنی دوچرخه‌سواری استفاده کرده بود، احتمال زنده‌ماندنش وجود داشت. ژرار پورت، پزشک ارشد مسابقات تور، اظهار داشت که استفاده از کلاه ایمنی بی‌تأثیر بوده‌است زیرا ضربهٔ مرگبار به ناحیه‌ای از سر وارد شده که معمولاً توسط کلاه پوشیده نمی‌شود. اما میشل دیستل‌دورف، پزشک فرانسوی که به نمایندگی از پزشکی قانونی در تارب جسد کازارتلی را معاینه کرده بود، به نشریهٔ ساندی تایمز گفت که نقطهٔ ضربه در بالای جمجمه بوده و اگر کازارتلی کلاه ایمنی سخت بر سر داشت، «برخی آسیب‌ها قابل اجتناب بودند».
تیم موتورولا به حضور خود در تور ادامه داد و اعضای تیم در مرحلهٔ بعدی در پو همگی با هم و در کنار یکدیگر از خط پایان عبور کردند. پلوطون نیز به‌دنبال آن‌ها آهسته عبور کرد. سازمان تور دو فرانس جوایز مرحله را طبق معمول اهدا کرد و همهٔ دوچرخه‌سواران جایزه‌های خود را به صندوقی برای خانوادهٔ کازارتلی اهدا کردند. بعدتر، سازمان مسابقات مبلغی برابر با آن را به صندوق اضافه کرد و هزاران نفر به‌طور جداگانه به آن کمک کردند.

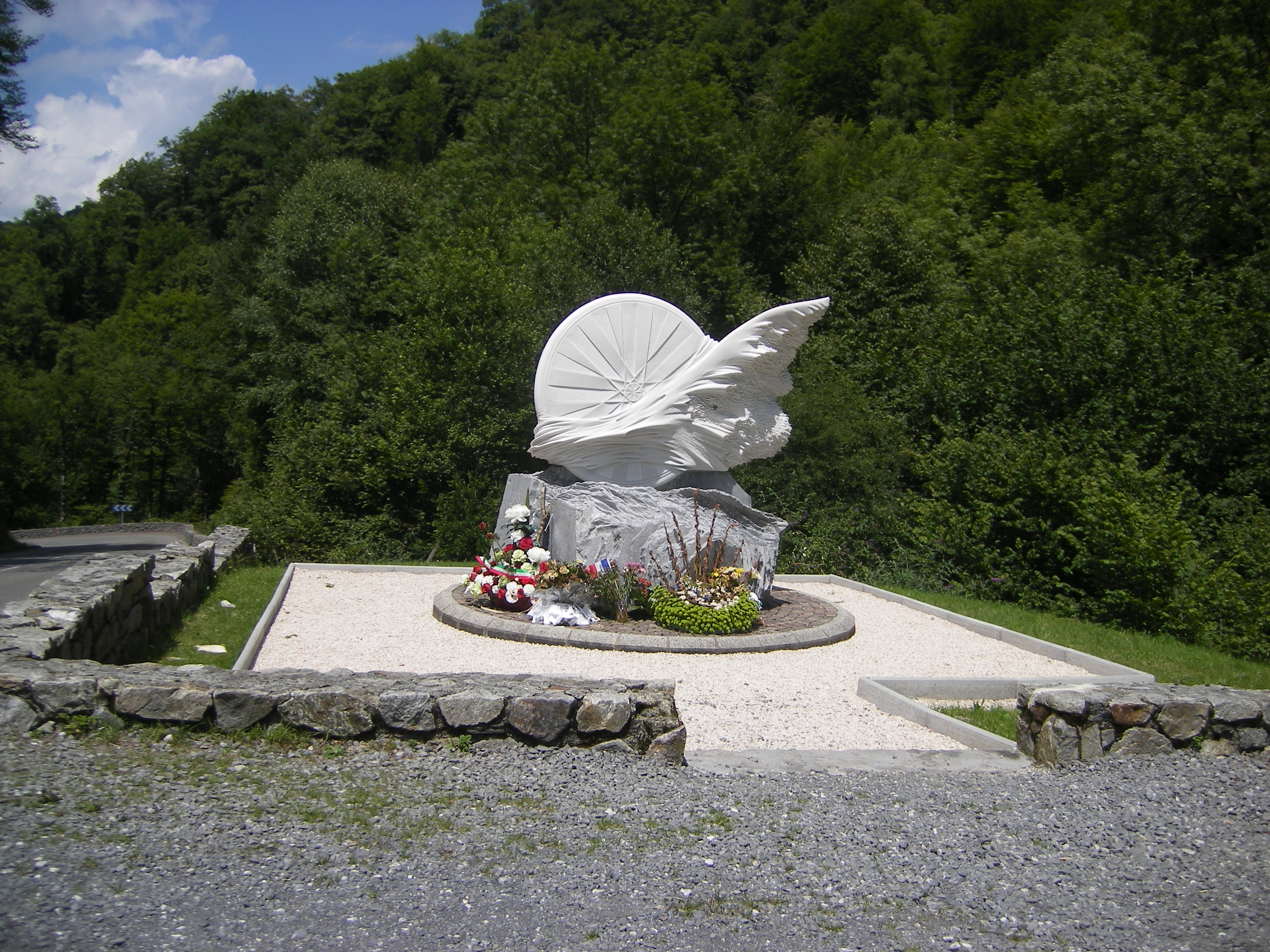
یادبود فابیو کازارتلی در کول دو پورته دسپه

سه روز پس از سانحه، هم‌تیمی فابیو کازارتلی، لانس آرمسترانگ، پیروزی مرحله‌ای خود در لیموز را به او تقدیم کرد و هنگام عبور از خط پایان به آسمان اشاره کرد.
سازمان تور دو فرانس و تیم موتورولا یادبودی را در نزدیکی محل سقوط وی نصب کردند که در مختصات ۴۲°۵۶′۵۹٫۸۹″ شمالی ۰°۴۹′۷٫۷۴″ شرقی / ۴۲٫۹۴۹۹۶۹۴°شمالی ۰٫۸۱۸۸۱۶۷°شرقی (۴۲٫۹۴۰، ۰٫۸۱۹) قرار دارد. این یادبود یک ساعت آفتابی است که به گونه‌ای طراحی شده‌است که سایهٔ خورشید سه تاریخ را نشان دهد: تولد، درگذشت و ۲ اوت، روزی که او مدال طلای المپیک را کسب کرد. دوچرخه‌ای که هنگام سانحه سوار آن بود، در کلیسای مادونا دل گیزالو، که هم کلیسا و هم موزهٔ دوچرخه‌سواری در نزدیکی خانه‌اش است، نگهداری می‌شود.
در سال ۱۹۹۷، رده‌بندی بهترین رکابزن جوان تور دو فرانس به افتخار او با عنوان «یادبود فابیو کازارتلی» نام‌گذاری شد.